# Klucznik (urząd)

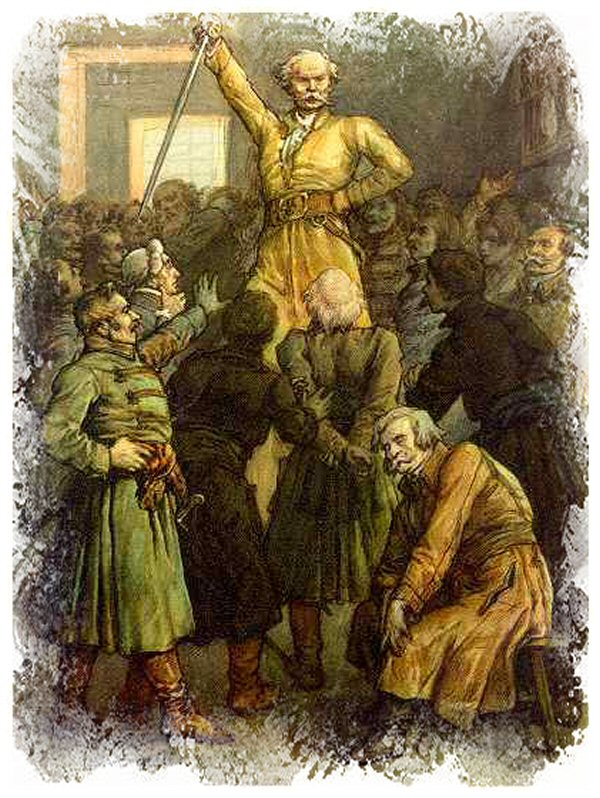
Klucznik Gerwazy Rębajło, grafika Michała Elwira Andriollego do Pana Tadeusza Adama Mickiewicza

Klucznik – urzędnik Wielkiego Księstwa Litewskiego odpowiedzialny za ściąganie danin zbożowych i miodowych, pobieranie mostowego i czopowego, prowadzenie rachunków z myta itp. Niektórzy mieli zastępców podkluczych.